# Cartoon All-Stars to the Rescue
Cartoon All-Stars to the Rescue (Astros do Desenho Animado contra as Drogas no Brasil) é uma animação especial de prevenção à toxicodependência produzida para a TV, estrelando muitos personagens de desenho animado. Financiado pelo McDonald's, o especial foi originalmente lançado em 21 de abril de 1990 em todas as três grandes redes de televisão americanas: ABC, NBC e CBS, juntamente com mais redes independentes. O McDonald's também distribuiu nos EUA um VHS, produzido pela "Buena Vista Home Video", que tem início com uma introdução do então presidente dos Estados Unidos, George H. W. Bush, e a primeira-dama Barbara Bush. O desenho foi co-produzido com a "Walt Disney Television Animation" e "Southern Star Productions", e foi animado pelo "ltramarinos Wang Film Productions". O especial ainda terá uma edição especial em DVD lançada pela Disney nos Estados Unidos.
No Brasil foi exibido pela Rede Manchete em 1994 e a maioria dos personagens foi dublada por seus dubladores brasileiros oficiais. Os dubladores prestaram seus serviços de forma voluntária.

## Sinopse
O desenho mostra a história de Michael, um jovem que está usando maconha. Sua irmã mais nova, Corey, está preocupada com ele, porque Michael começou a agir de maneira diferente, e nota que seus olhos começaram a ficar vermelhos. Muitos brinquedos de personagens de desenho ganham vida, para ajudar a encontar um cofre de porquinho que desapareceu do quarto de Corey, e acabam encontrando drogas escondidas debaixo da cama de Michael, e descobrindo que foi ele que roubou o dinheiro do cofre de sua irmã mais nova, Corey, para comprar maconha. Os vários personagens de desenho, em seguida, se unem, para levar Michael á uma viagem fantástica para ensinar-lhe os riscos que uma vida com consumo de drogas pode trazer.

## Personagens
Os proprietários dos vários personagens os licenciaram gratuitamente devido ao aspecto de serviço público do especial.
O especial marcou a primeira vez que Warner Bros. personagens Bugs Bunny e Patolino foram dublados por alguém que não Mel Blanc. Ele morreu pouco antes da produção, e Jeff Bergman o substituiu.

### Participaram
- Pernalonga
- Patolino
- Garfield
- Huguinho, Zezinho e Luizinho (DuckTales)
- Ursinho Puff
- Tigrão
- Michelangelo (Tartarugas Ninja)
- Muppet Babies
- Alvin e os Esquilos
- Geleia
- Os Smurfs
- Alf